# Mesnilia cluthae
Mesnilia cluthae is een eenoogkreeftjessoort uit de familie van de Clausiidae. De wetenschappelijke naam van de soort is voor het eerst geldig gepubliceerd in 1896 door Scott T. & A..